# Хенриета Луиза фон Вюртемберг-Монбеляр
Хенриета Луиза фон Вюртемберг-Монбеляр (на немски: Henriette Luise von Württemberg-Mömpelgard; * 20 юни 1623; † 24 август 1650) е принцеса от Вюртемберг-Монбеляр и чрез женитба маркграфиня на Княжество Ансбах.
Тя е дъщеря на херцог Лудвиг Фридрих фон Вюртемберг-Мьомпелгард (1586-1631) и първата му съпруга Елизабет Магдалена (1600-1624), дъщеря на ландграф Лудвиг V фон Хесен-Дармщат. 
Хенриета Луиза Хенриета Луиза се омъжва на 31 авугуст 1642 г. в Щутгарт за Албрехт II фон Бранденбург-Ансбах (1620-1667), маркграф на Княжество Ансбах от род Хоенцолерн. Те имат децата:
- София Елизабет (*/†1643)
- Албертина Луиза (1646–1670)
- София Амалия (*/† 1649)